# Songea (Distrikt)
Songea ist ein Distrikt der Region Ruvuma in Tansania. Im Norden wird er durch den Distrikt Madaba begrenzt, im Nordosten durch den Distrikt Songea (MC), im Osten durch den Distrikt Namtumbo, im Süden durch Mosambik und im Westen durch die Distrikte Nyasa und Mbinga (TC) und Mbinga.

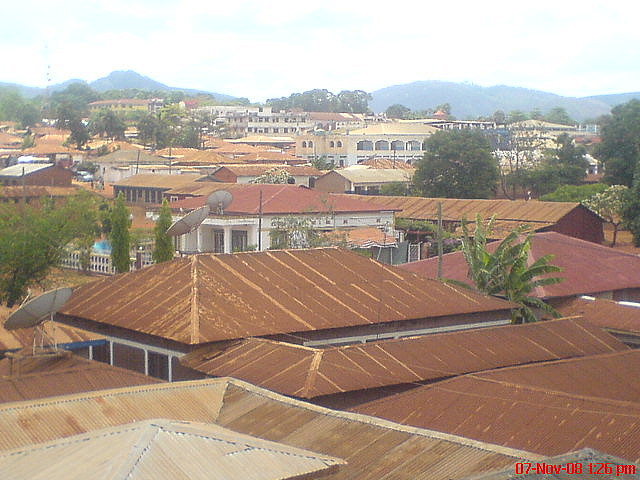
Stadtansicht von Songea

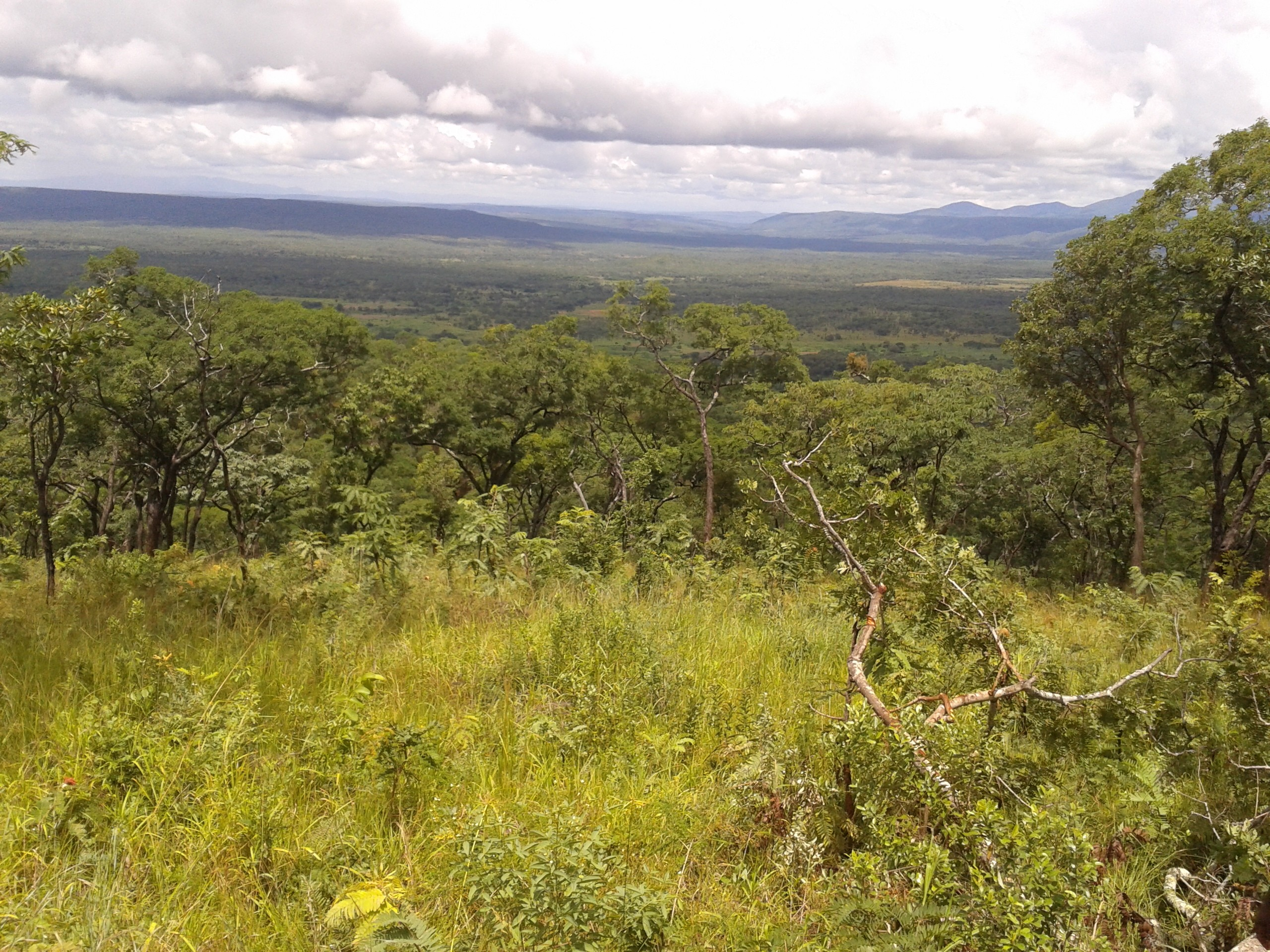
Landschaft im Norden von Songea

## Geographie
Der Distrikt hat eine Fläche von 7.258 Quadratkilometern und 178.201 Einwohner (Volkszählung 2022).
Songea liegt in der südlichen Hochlandzone zwischen 300 und 2000 Meter Seehöhe. Der wichtigste Fluss des Distriktes ist der Rovuma. Er entspringt westlich der Stadt Songea und bildet, während er nach Süden fließt, die Grenze zu den Nachbardistrikten Mbinga und Nyasa im Westen. Nach seiner Richtungsänderung nach Osten ist er der Grenzfluss zu Mosambik im Süden. Nach Norden hin steigt das Land zu den Matengo Bergen an.
Die Hauptstadt Songea liegt 1116 Meter über dem Meer. Das Klima hier ist warm und gemäßigt, Cwa nach der effektiven Klimaklassifikation. Es regnet vor allem in den Monaten November bis April. Jährlich fallen rund 1000 Millimeter Niederschlag bei einer Durchschnittstemperatur von 21 Grad Celsius.

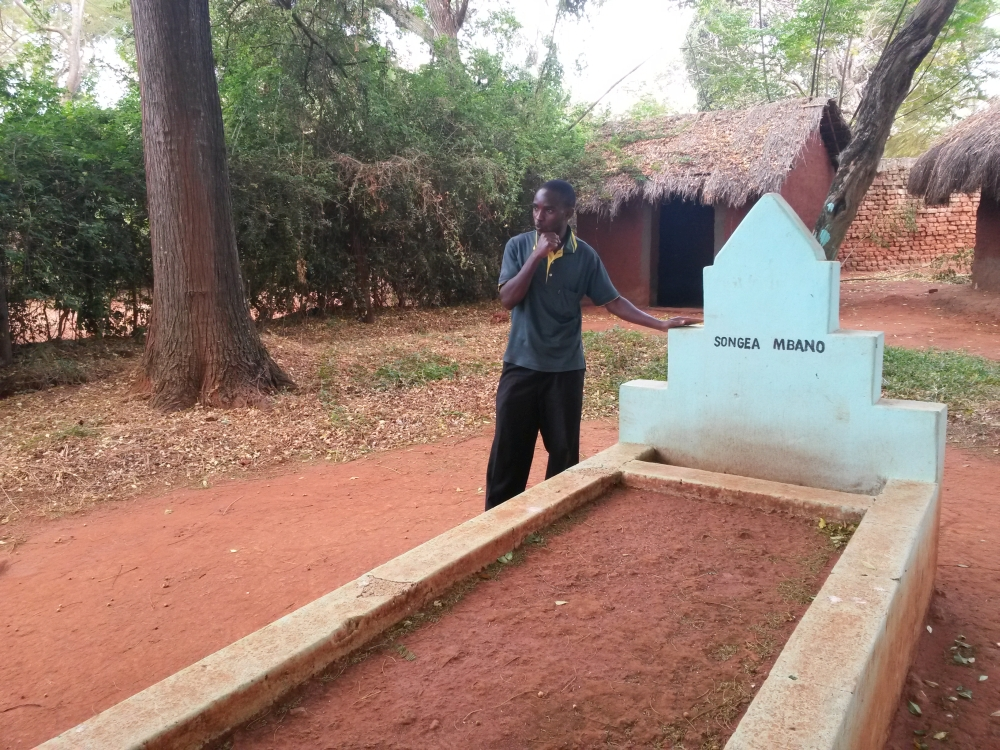
Grab von Songea Mbano

## Geschichte
Der Name Songea kommt vom Ngoni-Häuptling mit dem Namen Songea Mbano, einem Widerstandskämpfer gegen die deutsche Kolonialherrschaft. Das Gebiet war im Jahr 1922 eine eigenständige Division, wurde im Jahr 1948 jedoch ein Teil der Division West. Der Distrikt in seiner heutigen Form wurde im Jahr 1984 gegründet.

## Verwaltungsgliederung
Der Distrikt wird in 16 Bezirke (Wards) gegliedert:
- Kilagano
- Kizuka
- Liganga
- Lilahi
- Litapwasi
- Litisha
- Magagula
- Maposeni
- Matimira
- Mbinga Mhalule
- Mpandangindo
- Mpitimbi
- Muhukuru
- Ndongosi
- Parangu
- Peramiho

## Einrichtungen und Dienstleistungen
- Bildung: Für die Bildung der Jugend gibt es 71 Grundschulen und 20 weiterführende Schulen (Stand 2019).[9]
- Gesundheit: In Songea steht es ein Krankenhaus, das von einer kirchlichen Einrichtung betrieben wird, und ein staatliches Gesundheitszentrum. Von den 30 Apotheken werden 19 öffentlich und 11 privat betrieben.[10]
- Wasser: Zwei Drittel der Bevölkerung werden mit sauberem Wasser versorgt (Stand 2019).[11]

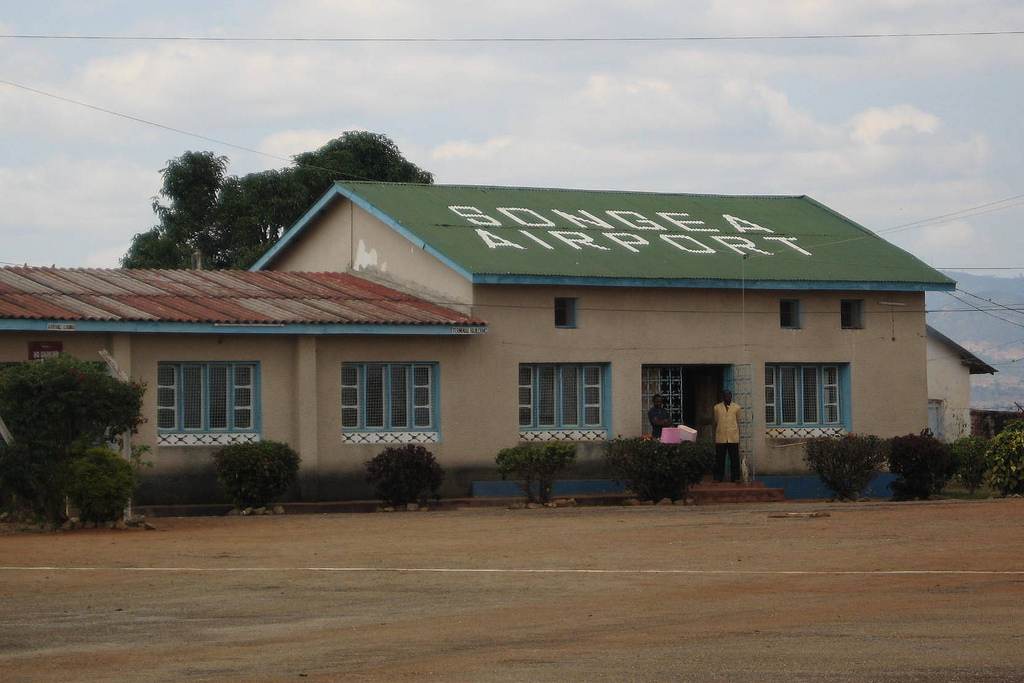
Der Flughafen in Songea

## Wirtschaft und Infrastruktur
Der Großteil der Bevölkerung lebt von der Landwirtschaft, sie trägt auch achtzig Prozent zum Inlandprodukt bei (Stand 2016/2017).
- Landwirtschaft: Die Hauptanbauprodukte für den Eigenbedarf sind Mais, Bohnen, Reis, Maniok, Süßkartoffel und Bananen. Für den Verkauf werden Kaffee, Cashewnüsse und Tabak angepflanzt.[13]
- Fischerei: Fischerei findet in den Gemeinden am Fluss Ruvuma statt.[14] Rund zwei Prozent der Landbevölkerung leben vom Fischfang (Stand 2012).[15]
- Handel: Der Handel wird von Einzelpersonen oder Kleinstunternehmen betrieben, die vor allem Mais und Tabak verkaufen.[16]

- Straßen: Die wichtigste Straßenverbindung ist die Nationalstraße T6, die von Mtwara über Lindi nach Songea und weiter nach Norden nach Njombe führt. In Songea zweigt von ihr die Nationalstraße T12 nach Mbamba Bay am Malawisee ab.[17] In Songea gibt es rund 1000 Kilometer Gemeindestraßen, die größtenteils geschottert sind.[18]
- Flughafen: Songea hat einen Regionalflughafen mit einer Pistenlänge von 1625 Meter und tägliche Flüge nach Daressalam (Stand 2020).[19][20]

## Sonstiges
Im Jahr 1988 wurde der Provinzgouverneur von Songea Rural Dr. Naleo N'ruvanu verhaftet. Die Polizei fand bei ihm 98 Stoßzähne von Afrikanischen Elefanten. er wurde zu 24 Jahren Haft verurteilt, aber bereits nach 2 Jahren wieder entlassen. Die Elefantenstoßzähne wurden in der Stadt Songea öffentlich verbrannt.